# Yansambou Maïga Diamballa
Yansambou Maïga Diamballa (* 1910 in Namaro; † 19. Januar 1976 in Niamey) war ein nigrischer Politiker. Er war von 1958 bis 1974 Innenminister Nigers. 

## Leben
Yansambou Maïga Diamballa gehörte der Ethnie der Songhai an. Er war mit einem Kantonschef von Namaro verwandt, der von den Herrschern des Songhaireichs abstammte. Maïga Diamballa arbeitete von 1929 bis 1957 als Postamt- und Finanzamt-Angestellter, nacheinander in Niamey, Bilma, Agadez, Maradi, Zinder und ab 1949 wieder in Niamey. Er war Gründungsmitglied der Nigrischen Fortschrittspartei, für die er mehrmals zum Bezirksrat von Tillabéri gewählt wurde. 1956 folgte er Barcourgné Courmo als Vizepräsident seiner Partei nach. Am 20. Dezember 1958 wurde er in der Regierung seines Schwagers und Parteifreunds Hamani Diori als Nachfolger von Adamou Mayaki zum Innenminister seines Landes berufen, das 1960 von Frankreich unabhängig wurde. Yansambou Maïga Diamballa war verantwortlich für die Unterdrückungsmaßnahmen der Republik unter Hamani Diori, zu denen Folter und Hinrichtungen auf Grund der Todesstrafe gehörten. Als Innenminister war er bis zum Putsch durch Seyni Kountché am 15. April 1974 tätig. Wegen seines fortgeschrittenen Alters und schlechten Gesundheitszustands ließ ihn Kountché nicht ins Gefängnis bringen, anders als bei den meisten seiner Ministerkollegen. Maïga Diamballa starb knapp zwei Jahre später.

## Ehrungen
- Schwarzer Stern von Benin
- Kommandeur des Nationalordens Nigers
- Ritter der Ehrenlegion
- Ordre national du Mérite
- Kommandeur des Nationalordens Tunesiens